# Tetrastigma pachyphyllum
Tetrastigma pachyphyllum är en vinväxtart som först beskrevs av William Botting Hemsley, och fick sitt nu gällande namn av Woon Young Chun. Tetrastigma pachyphyllum ingår i släktet Tetrastigma och familjen vinväxter. Inga underarter finns listade i Catalogue of Life.